# DFW Floh
DFW T.28 Floh – niemiecki prototypowy myśliwiec dwupłatowy z okresu I wojny światowej. Został skonstruowany przez zakład produkcji samolotów Deutsche Flugzeug-Werke według projektu Hermanna Dornera w 1915.
Model miał być w założeniu samolotem dużej prędkości i miał zastąpić powolne jednopłaty Fokker typu E.I i E.II. Charakteryzował się bardzo wąskim, wysokim i „pękatym” kadłubem. Z tego też powodu otrzymał nazwę Floh (niem. Pchła). Uzbrojenie stanowił zabudowany w kadłubie karabin maszynowy MG 08.
Modelu nie wprowadzono do seryjnej produkcji gdyż prototyp podczas lotu testowego doznał pewnych uszkodzeń przy lądowaniu. O ostatecznie negatywnej ocenie zadecydował szereg nierozwiązanych kwestii w budowie maszyny (m.in. ograniczona widoczność przy lądowaniu i wysoko położony środek ciężkości) i projekt zarzucono.